# Lu Kai
Lu Kai (chiń. upr. 陆凯; pinyin Lù Kǎi) – chiński brydżysta.

## Wyniki brydżowe

### Zawody światowe
W światowych zawodach zdobył następujące lokaty:
| Mistrzostwa Świata. Konkurencja teamów | Mistrzostwa Świata. Konkurencja teamów | Mistrzostwa Świata. Konkurencja teamów     | Mistrzostwa Świata. Konkurencja teamów | Mistrzostwa Świata. Konkurencja teamów | Mistrzostwa Świata. Konkurencja teamów |
| Rok                                    | Miejsce                                | Zawody                                     | Kategoria                              | Drużyna                                | Pozycja                                |
| -------------------------------------- | -------------------------------------- | ------------------------------------------ | -------------------------------------- | -------------------------------------- | -------------------------------------- |
| 2012                                   | Taicang                                | 14. Drużynowe Mistrzostwa Świata Młodzieży | Juniorzy                               | China                                  | 3                                      |
| 2010                                   | Filadelfia                             | 13 Seria Mistrzostw Świata                 | Juniorzy                               | China                                  | 3                                      |
| 2007                                   | Szanghaj                               | 38 Mistrzostwa Świata Teamów               | Trans                                  | Sh Panyu Middle School                 | 138                                    |

## Klasyfikacja
- Lu Kai – klasyfikacja WBF (ang.)